# بيرنز وألن

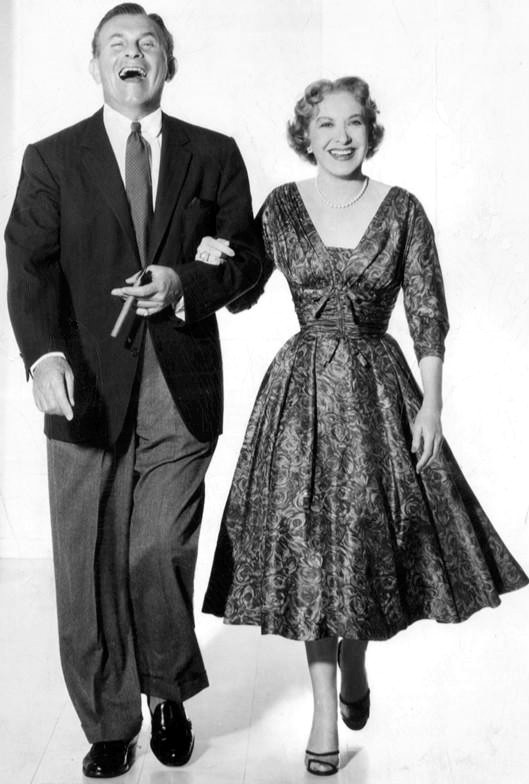

بيرنز وألن (Burns and Allen)، وهما ثنائي كوميدي أمريكي يتألف من جورج بيرنز وزوجته غراسي ألين، وقد عملا معًا كفريق كوميدي في عروض المسلاة والأفلام والمذياع والتلفاز وحققا نجاحًا باهرًا على مدار أربعة عقود.

## المَسلاة
التقى بيرنز وألن عام 1922م وقاما بالتمثيل معًا للمرة الأولى في مسرح هِل ستريت بمدينة نيوآرك، نيوجيرسي، وواصلا العمل في عروض المَسلاة بمسارح المدن الصغيرة، ثم تزوجا في السابع من يناير عام 1926م بمدينة كليفلاند وأحرزا تقدمًا عندما قاما بالتوقيع مع اتحاد مسارح كيث ألبي أورفيوم (Keith-Albee-Orpheum)عام 1927م.
وقد كتب بيرنز معظم الأفكار ولَعِب دور الـثنائي كوميدي. بينما لعبت ألن دور المرأة الحمقاء فارغة الرأس، وهو دورٌ يشير في الأغلب إلى نمط المرأة الحمقاء(Dumb Dora) الذي شاع في كوميديا المَسلاة في أوائل القرن العشرين الميلادي. وبعد ذلك، لعب الفريق أدوارًا معاكسة حتى لاحظوا أن الجمهور بدأ يسخر من نمطية أدوار غراسي، ولذلك قاموا بالتغيير. وفي أعوامٍ لاحقة، عزا كلٌّ منهم نجاحه إلى الآخر.

## الصور المتحركة
تحمست شركات الإنتاج والتوزيع السينمائي والتلفزيوني، في الأيام الأولى لظهور الصور الناطقة، إلى توظيف ممثلين قادرين على إدارة الحوار والغناء. ومن أكثر هذه الشركات إنتاجية شركة وارنر برذرز (Warner Brothers) التي عمل جهاز الفيتافون (Vitaphone) الخاص بها على الاستفادة من نجوم المسلاة في العشرينيات في مجال الأفلام.
وقد نال كل من بيرنز وألن شهرة كأشخاص يُعتمد عليهم في «المشاهد المخيبة للآمال» (شخص لديه القدرة على أن يحل محل ممثل مريض أو غائب لسببٍ آخر، في لحظةٍ ما). وعادا بذلك إلى أول ظهور لهم في الأفلام. فعملوا كبدائل عن الممثل (فريد ألن) كما استأنفا نهجهما التقليدي في الغناء مع الحركة السريعة في فيلم Lambchops عام (1929م). وقد أُعيد إصدار هذا الفيلم في شكل مسرحي وذلك بعد أن تم إحياؤه مؤخرًا.
استخدمت شركة أفلام باراماونت استوديو الساحل الشرقي الخاص بها لإنتاج فيلم في مسرح قائم بنيويورك ويعتمد على نجوم العروض المسرحية. ومن أبرز الممثلين الذين ظهروا في أفلام باراماونت إدي كانتور (Eddie Cantor)، وفريد ألين (Fred Allen)، وإثيل ميرمان (Ethel Merman)، وسميث آند ديل (Smith and Dale). دخل بيرنز وألين ضمن قائمة شركة باراماونت عام 1930م، وقاما بعمل سلسلة من الأفلام الكوميدية القصيرة خلال عام 1933م، وهي أفلام كتبها بيرنز عادة وكانت تتميز بوجود ممثلين اشتهروا فيما بعد بتمثيل شخصيات شهيرة في هوليود، منهم بارتون ماكلين (Barton MacLane) وتشيستر كلوت (Chester Clute).
وفي عام 1932م، أنتجت شركة باراماونت فيلم ذا بيج برودكاست (The Big Broadcast)، وهو فيلم كوميدي موسيقي يتألف كل الشخصيات العاملة به من النجوم، حيث يتميز بضمه لأشهر الشخصيات الإذاعية في الدولة. لقد تم توظيف بيرنز وألين، إلا أنهم كان لديهم ذلك الانطباع أنهم لا يزالون نزلاء في باراماونت وذلك عام 1937م. وقد سارت معظم الأعمال على طريقة العرض الكبير (the Big Broadcast) حيث يتألف فريق العمل بالكامل من نجوم الكوميديا:، ومن هذه الأعمال منزل عالمي (International House)، ستة من نوعٍ واحد (Six of a Kind)، إلى آخره. كما تألق الفريق في فلمين تنخفض ميزانيتهم وهما هنا تأتي الكعكة (Here Comes Cookie) و الحب يتورد (Love in Bloom).
وكان الفنان فريد أستير (Fred Astaire) يُعد أول فيلم موسيقي له بشركة RKO Radio Pictures (راديو كيث اورفيوم)، وذلك وقت غياب الفنانةجنجر روجرز (Ginger Rogers)، كما كان قد تحدد دور الكوميديان تشارلي تشيس ليلعب دور الصديق الحميم المضحك. وعندما مُنِع تشيس من عمل الفيلم نتيجة لمرضه، حل كلًت من بيرنز وألين محله. وقد أظهر الفيلم الناتج  آنسة تتألم (A Damsel in Distress)(1937) رقص كل من جورج وغراسي بخبرة توازي خبرة أستاير. أدّي هذا الفيلم إلى أن قامت شركة مترو غولدوين ماير بضم جورج وغراسي إلى فريق عمل الفيلم الموسيقي هونولولو (1939م) بطولة إليانور باول (Eleanor Powell). ظهرت غراسي في أفلام منفصلة خاصة بها، إلا أن الفريق لم يعود إلى الكاميرات حتى أفسِح المجال للتلفزيون عام 1950م.

## قائمة المراجع وكتابات أخرى
- Blythe, Cheryl and Sackett, Susan (1986). Say Good Night, Gracie!: The Story of Burns and Allen. New York: E.P. Dutton. ISBN:0-525-24386-0.{{استشهاد بكتاب}}:  صيانة الاستشهاد: أسماء متعددة: قائمة المؤلفين (link)
- Burns, George (1988). Gracie: A Love Story. New York: Putnam. ISBN:0-399-13384-4.
- Burns, George, and Lindsay, Cynthia (1955). I Love Her, That's Why!. New York: Simon and Schuster.{{استشهاد بكتاب}}:  صيانة الاستشهاد: أسماء متعددة: قائمة المؤلفين (link)
- Clements, Cynthia, and Weber, Sandra (1996). George Burns and Gracie Allen: A Bio-Bibliography. Westport, Conn.: Greenwood Press. ISBN:0-313-26883-5.{{استشهاد بكتاب}}:  صيانة الاستشهاد: أسماء متعددة: قائمة المؤلفين (link)
- Dunning, John (1998). On the Air: The Encyclopedia of Old-Time Radio. New York: Oxford University Press.
- Eagan، Eileen (1996). "'Our Town' in Cold War America: The George Burns and Gracie Allen Show (1950–1958)". Film & History. ج. 26 ع. 1–4: 62–70.
- Morris، J.K. (مارس 1953). "Gracie Allen's Own Story: Inside Me". Woman's Home Companion: 127.
- "Gracie Ends Act with George". Life: 87–93. 22 سبتمبر 1958.
- Staples, Shirley (1984). Male-Female Comedy Teams in American Vaudeville, 1865–1932. Ann Arbor, Mich.: UMI Research Press. ISBN:0-8357-1520-5.

## وصلات خارجية
- Jerry Haendiges Vintage Radio Logs: The Burns and Allen Show
- Museum of Broadcast Communications: The Burns and Allen Show